# Junsele
Junsele est une localité de la commune de Sollefteå dans le comté de Västernorrland en Suède.
Sa population était de 780 habitants en 2019.